# Haskell Curry
Haskell Curry (anglès: Haskell Brooks Curry)  (Millis, 12 de setembre de 1900 - State College, 1 de setembre de 1982) va ser un matemàtic i lògic estatunidenc. Curry és conegut pel seu treball en la lògica combinatòria, mentre que el concepte inicial de la lògica combinatòria es basa en un document de Moisès Schönfinkel, gran part del desenvolupament va ser realitzat per Curry. Curry és també conegut per la paradoxa de Curry i la correspondència Curry-Howard.
Hi ha tres llenguatges de programació que porten el seu nom, Haskell, Brooks i Curry, així com el concepte de Currificació, una tècnica utilitzada per a la transformació de funcions en matemàtiques i ciències de la computació.

## Vida
Curry va néixer el 12 de setembre de 1900, a Millis, Massachusetts, fill de Samuel Silas Curry i Anna Baright Curry, que havien fundat i dirigien una escola, l'actual Curry College.
Va entrar a la Universitat Harvard el 1916 per estudiar medicina, però ho va canviar a les matemàtiques abans de graduar-se, l'any 1920. Després de dos anys d'estudis de postgrau en enginyeria elèctrica al MIT, va tornar a Harvard per estudiar física, obtenint un Master el 1924. Els interessos de Curry en la lògica matemàtica es van iniciar quan es va introduir al Principia Mathematica, l'intent per part d'Alfred North Whitehead i Bertrand Russell de descriure les matemàtiques bàsiques en la lògica simbòlica.
A la Universitat Harvard, Curry va fer estudis de doctorat en les matemàtiques. Encara que va ser dirigida per George Birkhoff per treballar en equacions diferencials, els seus interessos van continuar desplaçant-se cap a la lògica. El 1927, essent professor per a la Universitat de Princeton, va descobrir l'obra de Moisès Schönfinkel en la lògica combinatòria. Treball Schönfinkel havia anticipat la major part de la recerca pròpia de Curry, i com a conseqüència, es va traslladar a la Universitat de Göttingen on podia treballar amb Heinrich Behmann i Paul Bernays, que estaven familaritzats amb el treball de Schönfinkel. La tesi doctoral de Curry va ser supervisada per en David Hilbert i va treballar en estreta col·laboració amb Bernays, rebent el doctorat el 1930 amb una tesi sobre lògica combinatòria.

## Treballs destacats
- 1930: Grundlagen der kombinatorischen Logik; Amer. J. Math.; 52:509-536;789-834 (1930)
- 1951: Outlines of a formalist philosophy of mathematics. North Holland.
- 1958: Curry, Haskell B., Feys, Robert; Combinatory Logic, Volume I; North Holland.
- 1963 Foundations of mathematical logic; McGrawHill 1963;
- 1972 Curry, Haskell B., Hindley, J.Roger, Seldin, Jonathan P.; Combinatory Logic, Volume II; North Holland 1972; ISBN 0-7204-2208-6